# Persone di cognome Jang
| Questa pagina contiene informazioni ricavate automaticamente dalle voci biografiche con l'ausilio del template Bio e di un bot. L'aggiornamento è periodico e automatico e ricostruisce completamente la pagina. Se manca una persona in questa lista, sei pregato di non aggiungerla, ma accertati piuttosto che la sua voce biografica contenga il template Bio e che i dati anagrafici siano correttamente compilati. Se il template Bio manca, inseriscilo tu stesso o, in alternativa, metti l'avviso {{tmp\|Bio}} che ne segnala la mancanza. Se i dati riportati sono sbagliati, correggi direttamente la voce biografica; le modifiche saranno visibili in questa lista entro pochi giorni. Per chiarimenti vedi il progetto antroponimi. La lista contiene solo le 51 persone che sono citate nell'enciclopedia e per le quali è stato implementato correttamente il template Bio. Pagina aggiornata al 23 apr 2025. |

Questa è una lista di persone presenti nell'enciclopedia che hanno il cognome Jang, suddivise per attività principale.

## Allenatori di calcio(1)
- Jang Jung, allenatore di calcio e ex calciatore sudcoreano (n. 1964)

## Arciere(1)
- Jang Min-hee, arciera sudcoreana (Incheon, n. 1999)

## Arcieri(1)
- Jang Yong-ho, arciere sudcoreano (n. 1976)

## Attori(5)
- Jang Dong-gun, attore, comico e cantante sudcoreano (Seul, n. 1972)
- Jang Dong-yoon, attore sudcoreano (Daegu, n. 1992)
- Jang Keun-suk, attore e cantante sudcoreano (Danyang, n. 1987)
- Jang Ki-yong, attore e modello sudcoreano (Ulsan, n. 1992)
- Jang Seung-jo, attore sudcoreano (n. 1981)

## Attrici(6)
- Lee Hee-won, attrice sudcoreana (n. 1989)
- Jang Hee-jin, attrice e modella sudcoreana (Incheon, n. 1983)
- Jang Hye-jin, attrice sudcoreana (Busan, n. 1975)
- Jang Jin-young, attrice e modella sudcoreana (Jeonju, n. 1974 - Seul, † 2009)
- Jang Seo-hee, attrice sudcoreana (Seul, n. 1972)
- Jang Shin-young, attrice sudcoreana (Jeonju, n. 1984)

## Bobbisti(1)
- Axel Jang, ex bobbista tedesco (Werdau, n. 1968)

## Calciatori(10)
- Jang Dae-il, ex calciatore sudcoreano (Incheon, n. 1974)
- Jang Hak-young, calciatore sudcoreano (Seul, n. 1981)
- Jang Hyun-soo, calciatore sudcoreano (Seul, n. 1991)
- Jang Hyung-seok, ex calciatore sudcoreano (n. 1972)
- Jang Jong-hyok, ex calciatore nordcoreano (n. 1980)
- Jang Kuk-chol, calciatore nordcoreano (n. 1994)
- Jang Myong-il, calciatore nordcoreano (n. 1986)
- Jang Pyong-il, ex calciatore nordcoreano (n. 1984)
- Jang Sok-chol, calciatore nordcoreano (n. 1975)
- Jang Song-hyok, calciatore nordcoreano (n. 1991)

## Cantanti(7)
- Jang Hyun-seung, cantante e attore sudcoreano (Suncheon, n. 1989)
- Jang Min-ho, cantante, modello e conduttore televisivo sudcoreano (n. 1977)
- Jang Na-ra, cantante, attrice e modella sudcoreana (Seul, n. 1981)
- Jang Won-young, cantante e conduttrice televisiva sudcoreana (Seul, n. 2004)
- Jang Woo-hyuk, cantante sudcoreano (Daegu, n. 1978)
- Jang Woo-young, cantante e attore sudcoreano (Pusan, n. 1989)
- Jang Young-ran, cantante e attrice sudcoreana (n. 1979)

## Cantautori(1)
- Jang Beom-june, cantautore, personaggio televisivo e attore sudcoreano (Gwangju, n. 1989)

## Cantautrici(1)
- Heize, cantautrice sudcoreana (Daegu, n. 1991)

## Cestiste(1)
- Jang Seon-hyeong, ex cestista sudcoreana (Seul, n. 1975)

## Cestisti(1)
- Jang Ri-jin, cestista giapponese (Pyongyang, n. 1917)

## Conduttrici televisive(1)
- Jang Yun-jeong, conduttrice televisiva e cantante sudcoreana (Chungju, n. 1980)

## Direttori della fotografia(1)
- Jang Seong-back, direttore della fotografia sudcoreano (Corea del Sud)

## Giocatrici di badminton(1)
- Jang Hye-ock, ex giocatrice di badminton sudcoreana (Jeonju, n. 1977)

## Lottatori(2)
- Jang Chang-seon, lottatore sudcoreano (Incheon, n. 1942)
- Jang Jae-sung, ex lottatore sudcoreano (Incheon, n. 1975)

## Modelle(2)
- Jang Yoon-jeong, modella sudcoreana (Seul, n. 1970)
- Jang Yoon-ju, modella e conduttrice televisiva sudcoreana (Seul, n. 1990)

## Pittori(1)
- Jang Seung-eop, pittore coreano (Corea, n. 1843 - † 1897)

## Registi(1)
- Jang Sun-woo, regista e sceneggiatore sudcoreano (Seul, n. 1952)

## Sollevatrici(1)
- Jang Mi-ran, sollevatrice sudcoreana (n. 1983)

## Sovrane(1)
- Huibin Jang, regina coreana (n. 1659 - † 1701)

## Taekwondoka(1)
- Jang Jun, taekwondoka sudcoreano (n. 2000)

## Tenniste(1)
- Jang Su-jeong, tennista sudcoreana (Pusan, n. 1995)

## Senza attività specificata(2)
- Jang Ji-won, ex taekwondoka sudcoreana (n. 1979)
- Jung Myung-hoon, videogiocatore sudcoreano (Pusan, n. 1991)